# Abeille japonaise
Apis cerana japonica
Pour les articles homonymes, voir Abeille (homonymie).
Espèce
Statut de conservation UICN

 LC  : Préoccupation mineure
L'Abeille japonaise (Apis cerana japonica) ou Abeille du Japon, est une abeille à miel native du Japon. Elle est une sous-espèce de l'abeille asiatique. À l'aide d'une analyse de l'ADN mitochondrial, cette sous-espèce a été déterminée comme originaire de la péninsule coréenne. Peuplant essentiellement les régions montagneuses du Japon, l'abeille japonaise a été également observée en zones urbaines lorsqu'il y a absence de prédateurs naturels.
L'abeille japonaise est très résistante à l'acarien Varroa jacobsoni, un parasite que l'on retrouve couramment chez l'abeille asiatique. Elle est également capable de s'adapter à des conditions météorologiques extrêmes ainsi qu'à une longue durée de vol. Enfin, elle est moins susceptible de piquer que son homologue occidental.
Contrairement aux abeilles européennes importées, qui se sont laissées massacrer par l'attaque de frelons, l'espèce japonaise est mieux préparée. À force de sélections naturelles, elles ont développé les moyens de se protéger des frelons, sans même utiliser leur dard.

### Sources académiques
- (en) Takahiro Kamioka, Hiromu C. Suzuki, Atsushi Ugajin, Yuta Yamaguchi, Masakazu Nishimura, Tetsuhiko Sasaki, Masato Ono et Masakado Kawata, « Genes associated with hot defensive bee ball in the Japanese honeybee, Apis cerana japonica », BMC Ecology and Evolution volume, vol. 22, no 31,‎ 16 mars 2022 (lire en ligne  [PDF])
- (en) Philip Donkersley, Lucy Covell et Takahiro Ota, « Japanese Honeybees (Apis cerana japonica Radoszkowski, 1877) May Be Resilient to Land Use Change », Insects, vol. 12, no 685,‎ 30 juillet 2021 (lire en ligne  [PDF]).
- (en) Satoshi Kawakita, Kotaro Ichikawa, Fumio Sakamoto et Kazuyuki Moriya, « Sound recordings of Apis cerana japonica colonies over 24 hours reveal unique daily hissing patterns », Apidologie, no 50,‎ 14 décembre 2018, p. 204-214 (lire en ligne  [PDF])
- (en) Ayumi Fujiwara, Masami Sasaki et Izumi Washitani, « First report on the emergency dance of Apis cerana japonica, which induces odorous plant material collection in response to Vespa mandarinia japonica scouting », Entomological Science, no 21,‎ 5 novembre 2017, p. 93-96 (lire en ligne  [PDF])
- (en) Ryo Kohsaka, Mi Sun Park et Yuta Uchiyama, « Beekeeping and honey production in Japan and South Korea: past and present », Journal of Ethnic Foods, vol. 4, no 2,‎ 24 juin 2017, p. 72-79 (lire en ligne  [PDF])
- (en) Midzuho Tatsuno et Naoya Osawa, « Flower visitation patterns of the coexisting honey bees Apis cerana japonica and Apis mellifera », Entomological Science,‎ 22 juin 2016, p. 255-267 (lire en ligne  [PDF])
- (en) Taro Maeda et Yoshiko Sakamoto, « Tracheal mites, Acarapis woodi, greatly increase overwinter mortality in colonies of the Japanese honeybee, Apis cerana japonica », Apidologie, no 46,‎ 24 février 2016, p. 762-770 (lire en ligne  [PDF])
- (en) Tomoyuki Yokoi, « Visitation and gnawing behaviour of Japanese honeybee Apis cerana japonica to lettuce », Apidologie, no 46,‎ 28 novembre 2014, p. 489-494 (lire en ligne  [PDF])
- (en) Atsushi Ugajin, Taketoshi Kiya, Takekazu Kunieda, Masato Ono, Tadaharu Yoshida et Takeo Kubo, « Detection of Neural Activity in the Brains of Japanese Honeybee Workers during the Formation of a “Hot Defensive Bee Ball” », Plos One, vol. 7, no 3,‎ 14 mars 2012 (lire en ligne  [PDF])
- (en) Taro Fuchikawa et Isamu Shimizu, « Effects of temperature on circadian rhythm in the Japanese honeybee, Apis cerana japonica », Journal of Insect Physiology, vol. 53, no 11,‎ novembre 2007, p. 1179-1187 (lire en ligne  [PDF])
- (en) Taro Fuchikawa et Isamu Shimizu, « Circadian rhythm of locomotor activity in the Japanese honeybee, Apis cerana japonica », Physiological Entomology, no 36,‎ 13 novembre 2006, p. 73-80 (lire en ligne  [PDF])
- (en) Tetsuo Takenaka et Yoko Takenaka, « Royal Jelly from Apis cerana japonica and Apis mellifera », Bioscience, Biotechnology, and Biochemistry, vol. 60, no 3,‎ 1er janvier 1996, p. 518-520 (lire en ligne  [PDF])

### Sources anciennes
- X., « L'Apiculture au Japon », L'Apiculture nouvelle, vol. 2, no 11,‎ 15 septembre 1907, p. 267-268 (lire en ligne  [PDF])

### Articles de presse
- Quentin Mauguit, « Les redoutables neurones des abeilles tueuses de frelons » , sur Futura, 17 mars 2012 (consulté le 10 juillet 2022)